# Burevísnik
Burevísnik (en (ucraïnès): Буревісник) és un poble de la República Autònoma de Crimea a Ucraïna, que el 2014 tenia 311 habitants. Pertany al districte de Nijnegorski.